# Thylactus lettow-vorbecki
Thylactus lettow-vorbecki är en skalbaggsart som beskrevs av Kriesche 1924. Thylactus lettow-vorbecki ingår i släktet Thylactus och familjen långhorningar.
Artens utbredningsområde är Kenya. Inga underarter finns listade i Catalogue of Life.